# 小行星2869
小行星2869（2869 Nepryadva）是一颗围绕太阳公转的小行星。1980年9月7日，尼古拉·切爾尼赫在克里米亚发现了此天体。
該小行星以涅普里亞德瓦河（Nepryadva）命名，以紀念1380年9月8日俄羅斯在涅普里亞德瓦河附近的庫里科沃之戰中擊敗韃靼蒙古人。
这颗小行星的绝对星等为297.5733157667553等。